# A bailar (EP)
A bailar è un EP della cantante argentina Lali Espósito, pubblicato l'11 marzo 2014.

## Tracce
1. A bailar – 2:48 (Luis Burgio, Nano Novello, Peter Akselrad, Lali Espósito)
2. Del otro lado – 3:40 (Luis Burgio, Nano Novello, Peter Akselrad, Lali Espósito)
3. Asesina – 3:10 (Luis Burgio, Nano Novello, Peter Akselrad, Lali Espósito)